# Griessling & Schlott
Griessling & Schlott est une maison de facture d'instruments à vent de la famille des bois qui a prospéré à Berlin de 1801 à 1835 en produisant flûtes, bassons, clarinettes, hautbois et cors de basset. Fondée par Johann Conrad Griessling (1771-1835) et Balthasar Melchior Schlott (1773-1841) en 1801, tous deux anciens employés de l'atelier de Friedrich Gabriel A. Kirst à Potsdam de 1787 à 1801, l'entreprise fournissait des instruments à vent à la cour royale de Prusse et à l'armée prussienne et était réputée pour être une des meilleures dans son domaine. Pour la facture d'instruments de la famille  des cuivres, ils ont travaillé avec Heinrich David Stöltzel (1777-1844), qui a obtenu en 1815 un brevet pour l'invention des pistons. Le tsar Nicolas Ier s'y intéresse également et l'entreprise introduit en Russie des instruments de la famille des cuivres à pistons. Griessling meurt en 1835 et Schlott poursuit l'activité de manière indépendante jusqu'en 1841 en produisant des cors de basset.

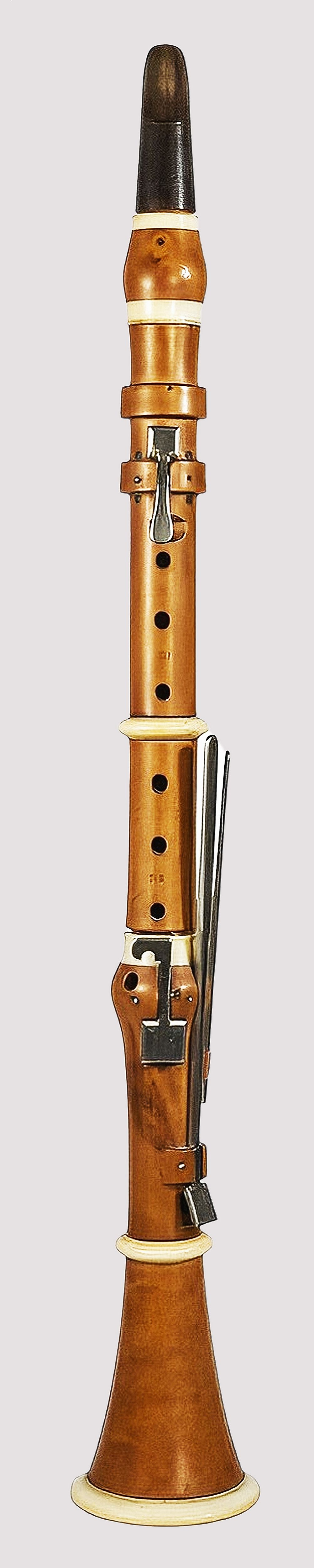
Clarinette à cinq clefs, viroles en ivoire, clefs en argent. Griessling & Schlott.

Le clarinettiste Heinrich Bärmann joue une clarinette à dix clefs achetée deux plus tôt chez Griessling & Schlott avant que Carl Maria Weber ne lui compose quelques-unes pièces majeures du répertoire de la clarinette, le concertino (1811), les deux concertos n°1 et n°2, le quintette pour clarinette et divers airs caractéristiques de la musique romantique (virtuosité, échelle chromatique, saut de registre, trilles...) ; il jouera cet instrument jusqu'à la fin de sa carrière. L'ajout de clés supplémentaires à la clarinette à six clefs de la fin du XVIIIe siècle s'avérait nécessaire  pour satisfaire les besoins de jeu d'un virtuose de musique romantique en ce début du XIXe siècle ,.
Iwan Müller a écrit une annonce sur la sous-traitance de fabrication  de ses modèles de clarinette à treize clefs et de clarinette alto chez Griessling & Schlott dans la revue Allgemeine musikalische Zeitung de juin 1825

« Annonce.

Le soussigné estime qu'il est de son devoir d'informer tous les amis de l'art que les facteurs d'instruments de la cour royale, MM. Griessling et Schlott à Berlin, fabriquent les nouvelles clarinettes ainsi que les clarinettes alto de manière tout à fait remarquable, et ce à tous égards si bien que le soussigné n'a aucun scrupule à déclarer ces instruments comme étant les meilleurs qu'il ait fait fabriquer en l'espace de 18 ans dans différents pays et ateliers de facture. Il est certain que ces instruments sont maintenant arrivés au point où le soussigné a souhaité les amener, selon ses connaissances et ses forces. Toutes les lois de l'art ont été prises en considération, toutes les conditions ont été examinées à fond, de sorte que même le plus sévère des juges n'y trouvera rien à redire : Le soussigné joue aujourd'hui lui-même d'une clarinette de la fabrique susmentionnée.

Tous les autres instruments à vent, comme les flûtes, les hautbois, les bassons, les cors, les trompettes, les trombones et autres, ainsi que les cors chromatiques et les trompettes, méritent les mêmes éloges,

Loin de toute personnalité, je ne me suis senti poussé à faire cette annonce que pour la bonne cause 
. »

— Iwan Müller, le directeur, Inventeur de la nouvelle clarinette améliorée et de la clarinette alto, etc., Allgemeine musikalische Zeitung (juin 1825)
Dans les collections des musées, on trouve pour ce facteur des clarinettes de 5 à  12 clefs, des bassons à 7 clefs , des flûtes et des cuivres : cornet à deux pistons, trombone... Le logotype marqué sur le corps des instruments indique : « GRIESLING & SCHLOTT » avec un seul « S », parfoir surmonté d'un aigle prussien couronné.